# Паре (Комо)
Паре (итал. Parè) је насеље у Италији у округу Комо, региону Ломбардија.
Према процени из 2011. у насељу је живело 1547 становника. Насеље се налази на надморској висини од 415 м.

## Становништво
Према резултатима пописа становништва 2011. у општини је живело 1.748 становника.
| 1931. | 1936. | 1951. | 1961. | 1971. | 1981. | 1991. | 2001. | 2011. |
| ----- | ----- | ----- | ----- | ----- | ----- | ----- | ----- | ----- |
| 710   | 728   | 782   | 938   | 1.148 | 1.268 | 1.328 | 1.534 | 1.748 |